# Dave Hobson

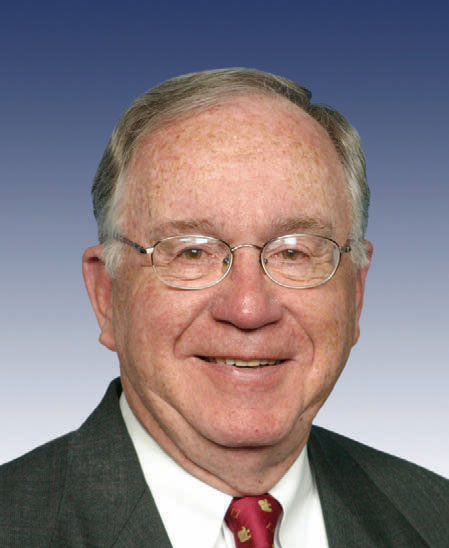
Dave Hobson (2005)

David Lee „Dave“ Hobson (* 17. Oktober 1936 in Cincinnati, Ohio; † 6. Oktober 2024 in Dayton, Ohio) war ein US-amerikanischer Politiker. Zwischen 1991 und 2009 vertrat er den Bundesstaat Ohio im US-Repräsentantenhaus.

## Leben
Im Jahr 1954 absolvierte Dave Hobson die Withrow High School. Danach studierte er bis 1958 an der Ohio Wesleyan University in Delaware. Daran schloss sich bis 1963 ein Jurastudium an der Ohio State University an. Zwischen 1958 und 1963 war er auch Mitglied im Fliegerkorps der Nationalgarde von Ohio. Politisch schloss er sich der Republikanischen Partei an. Zwischen 1982 und 1990 saß er im Senat von Ohio; seit 1988 war er dessen Präsident.
Bei den Kongresswahlen des Jahres 1990 wurde Hobson im siebten Wahlbezirk von Ohio in das US-Repräsentantenhaus in Washington, D.C. gewählt, wo er am 3. Januar 1991 die Nachfolge von Mike DeWine antrat. Nach acht Wiederwahlen konnte er bis zum 3. Januar 2009 neun Legislaturperioden im Kongress absolvieren. In diese Zeit fielen die Terroranschläge am 11. September 2001, der Irakkrieg und der Militäreinsatz in Afghanistan. Hobson war zuletzt Mitglied im Bewilligungsausschuss und in zwei von dessen Unterausschüssen. Im Jahr 2006 geriet er in die Schlagzeilen, weil er bei zwei Dienstreisen nach Frankreich Einladungen zu verschiedenen Essen angenommen hatte, die jeweils den Wert von 50 Dollar, das gesetzliche Limit für Geschenkannahmen, überschritten. Am 14. Oktober 2007 verkündete er, im Jahr 2008 auf eine weitere Kongresskandidatur verzichten zu wollen.
Zuletzt war Dave Hobson Präsident der Firma Vorys Advisors LLC, einer Tochtergesellschaft der Anwaltskanzlei Vorys, Sater, Seymore and Pease.
Hobson verstarb am  6. Oktober 2024 im Alter von 87 Jahren in Dayton, Ohio.

## Einzelnachweis
1. ↑  Hobson, Ohio congressman who backed D-Day museum, dies at 87. In: limaohio.com. 7. Oktober 2024, abgerufen am 7. Oktober 2024 (englisch).